# 大塚健洋
大塚 健洋（おおつか たけひろ、1958年6月1日  - ）は、日本の政治学者、姫路獨協大学教授。専攻は日本政治思想史。

## 経歴
広島県生まれ。1983年京都大学法学部卒、1985年同大学院法学研究科修士課程修了。1986年京都大学法学部助手、1988年姫路獨協大学法学部講師、1990年助教授、1995年スタンフォード大学フーバー研究所客員研究員、1998年教授。2005 - 2009年学長。大川周明顕彰会理事。

## 著書
- 『大川周明と近代日本』木鐸社 1990
- 『大川周明 ある復古革新主義者の思想』中公新書 1995
  - 『大川周明』講談社学術文庫 2009

### 編著
- 『大川周明日記』（共編著) 岩崎学術出版社 1986
- 『大川周明関係文書』（共編著) 芙蓉書房出版 1998
- 『近代日本政治思想史入門 原典で学ぶ19の思想』ミネルヴァ書房 1999

### 翻訳
- マーク・R.ピーティ『「日米対決」と石原莞爾』大塚優子・関静雄・デイヴィッド・アスキュー共訳 たまいらぼ 1993

## 参考
- 『現代日本人名録』2002年
- 姫路獨協大学